# Aiguilhe
Aiguilhe (okzitanisch: Agulha) ist eine französische Gemeinde mit 1.483 Einwohnern (Stand: 1. Januar 2022) im Département Haute-Loire in der Region Auvergne-Rhône-Alpes; sie gehört zum Arrondissement Le Puy-en-Velay und zum Kanton Le Puy-en-Velay-2.

## Geographie
Aiguilhe ist eine banlieue von Le Puy-en-Velay und liegt am Fluss Borne, einem Zufluss der Loire. Umgeben wird Aiguilhe von den Nachbargemeinden Polignac im Norden, Chadrac im Osten und Nordosten, Le Puy-en-Velay im Süden sowie Espaly-Saint-Marcel im Westen und Südwesten.
Durch die Gemeinde führt die Via Podiensis, einer Variante des Jakobswegs.

## Bevölkerungsentwicklung
| Jahr                       | 1962 | 1968 | 1975 | 1982 | 1990 | 1999 | 2006 | 2017 |
| Einwohner                  | 1016 | 1137 | 1304 | 1376 | 1452 | 1555 | 1595 | 1511 |
| Quellen: Cassini und INSEE |      |      |      |      |      |      |      |      |

## Sehenswürdigkeiten
- Kirche Saint-Michel auf dem Fels, 969 erbaut, Monument historique seit 1840
- Kapelle Saint-Clair, erbaut im 12. Jahrhundert, seit 1889 Monument historique
- Hôpital Saint-Nicolas
- Brücke Roderie über den Fluss Borne aus dem 14. Jahrhundert, Monument historique seit 1926
- Brücke Estroulhas, vermutlich im 13. Jahrhundert errichtet, Monument historique seit 1964

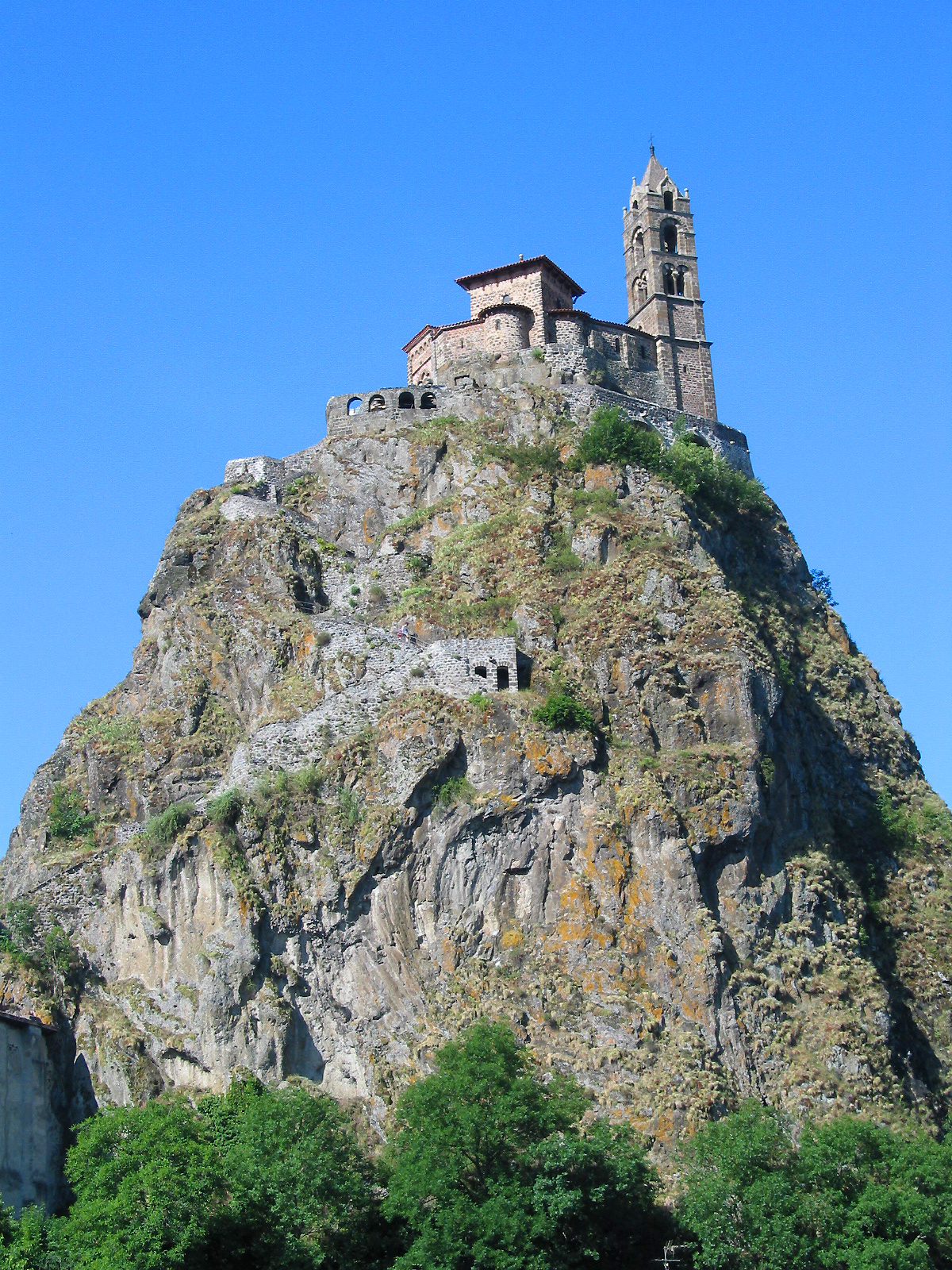
Felskirche Saint-Michel
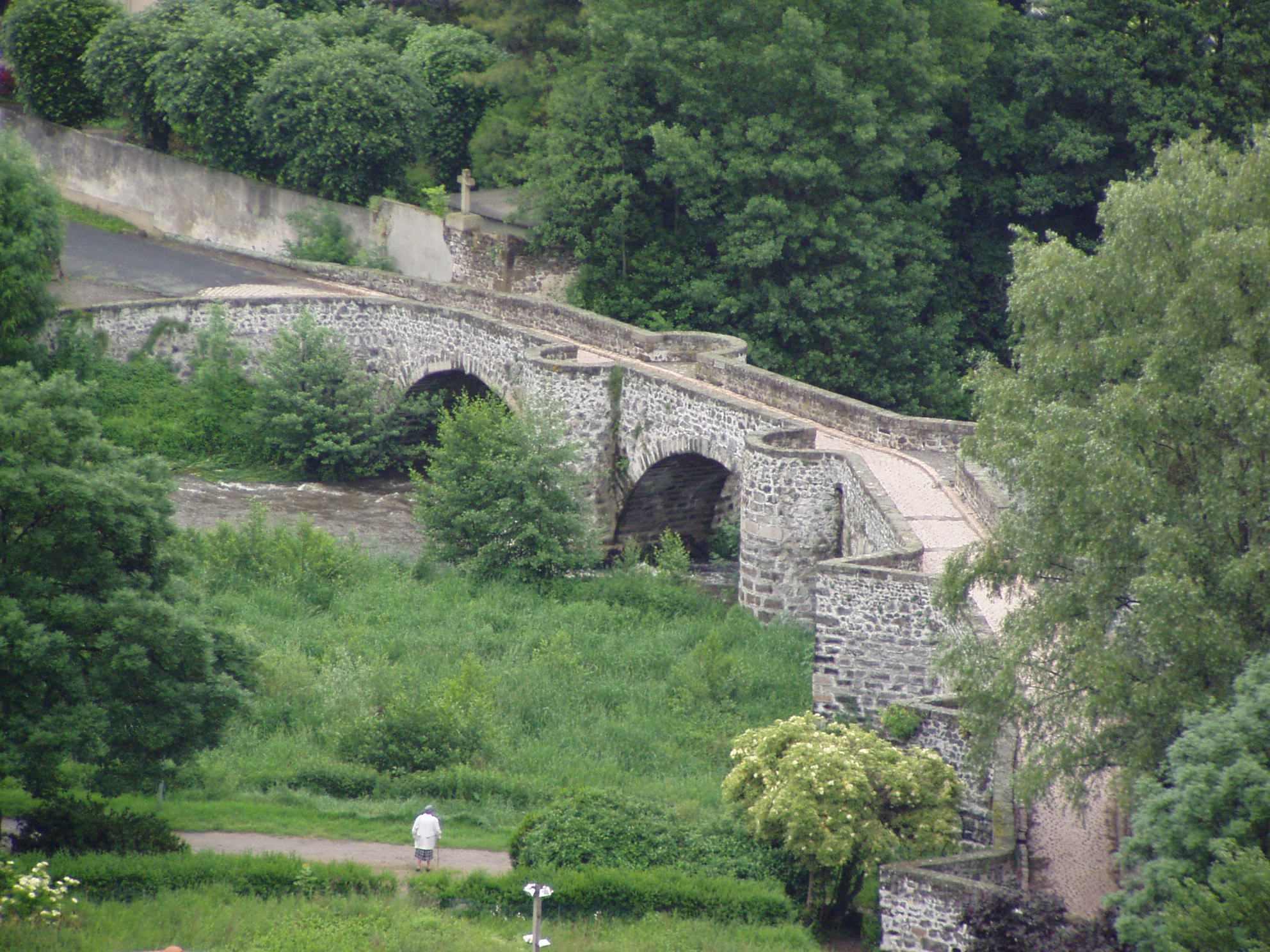
Brücke Roderie